# خانه عباسقلی
خانه عباسقلی مربوط به دوره قاجار است و در دزفول، محله شاه رکن الدین واقع شده و این اثر در تاریخ ۱۷ اسفند ۱۳۸۱ با شمارهٔ ثبت ۷۵۶۵ به‌عنوان یکی از آثار ملی ایران به ثبت رسیده‌است.